# Турау, Евгений Фёдорович
Евгений Фёдорович Турау (1847—1914) — российский юрист; сенатор, член Государственного совета. Гофмейстер, действительный тайный советник.

## Биография
Родился 20 февраля (4 марта) 1847 года в семье потомственного дворянина Херсонской губернии Фёдора Ивановича (Фридрих-Людвиг) Турау (1806—1892), окончившего в 1834 году Дерптский университет и с 1858 по 1880 гг. возглавлявшего Одесскую врачебную управу (действительный статский советник с 1872 года). После Евгения в семье родился его брат Эраст Фёдорович, ставший начальником Ломжинской учебной дирекции.
В 1865 году при открытии Новороссийского университета был переведён из Ришельевского лицея на 1-й курс юридического факультета. После окончания в 1869 году университетского курса кандидатом прав (сочинение «Предварительное следствие в Англии, Франции и России)» вступил 19 октября в службу в министерство юстиции и вскоре был откомандирован в распоряжение ревизовавшего судебные места в Бессарабской области сенатора Шахматова; был назначен исполняющим должность секретаря уголовного департамента палаты.
В 1871 году переведён в Екатеринослав; в 1872 году назначен товарищем прокурора Екатеринославского окружного суда и через три года получил назначение на ту же должность при Одесском окружном суде. Обладая большими юридическими познаниями, Турау стал быстро продвигаться; вскоре получил назначение на должность прокурора Сувалкского окружного суда, а спустя ещё два года был назначен прокурором Калишского окружного суда. В 1881 году назначен товарищем прокурора Варшавской судебной палаты и в этой должности он прослужил около 6 лет, неоднократно заменяя прокурора этой палаты, пока в 1887 году не был назначен исполняющим должность прокурора, а в 1888 году был утверждён в должности прокурора Варшавской судебной палаты. С 1 января 1885 года состоял в чине действительного статского советника; имел награждения орденами Св. Анны 2-й степени (1882), Св. Владимира 3-й степени (1887), Св. Станислава 1-й степени (1890). 
В 1900 году был назначен сенатором, присутствующим в Уголовном кассационном департаменте Сената. В 1905 году по Высочайшему повелению он был откомандирован на правах ревизующего сенатора в Киев и Одессу для исследования причин бывших там 18-22 октября 1905 года антиеврейских беспорядков и проверки правильности действий местных властей.
С 6 мая 1906 года назначен членом Государственного совета, с 29 мая ему было позволено присутствовать и в 1-м департаменте Государственного совета. Был заместителем председателя комиссий личного состава (1907—1910) и законодательных предположений (1910—1911, 1912—1913). В 1912 году был произведён в действительные тайные советники. С 1911 года входил в Группу правого центра.
Турау был землевладельцем Кременецкого уезда Волынской губернии и принимал участие в качестве уездного гласного в местном земском хозяйстве, и в качестве почётного мирового судьи в съезде мировых судей Кременецкого судебно-мирового округа.
Скоропостижно скончался 16 (29) апреля 1914 года в Петрограде. Был похоронен в своём имении Белозорка Волынской губернии.

## Награды
- орден Св. Анны 2-й ст. (1882)
- орден Св. Владимира 3-й ст. (1887)
- орден Св. Станислава 1-й ст. (1890)
- орден Св. Александра Невского (01.01.1914)

### Архивная литература
- РГИА. Ф. 1162. — Оп. 6. — Д. 560. Дело о службе члена Государственного Совета Турау Евгения Федоровича
- РГИА. Ф. 1668